# فيكتوريا مارس
فيكتوريا مارس (بالإنجليزية: Victoria B. Mars)‏ هي سيدة أعمال ومليارديرة أمريكية عملت سابقًا كرئيس لشركة مارس المتحدة.

## حياتها المُبكرة
تُعتبر فيكتوريا مارس من الجيل الرابع لعائلة مارس، وهي ابنة فورست مارس الابن وجورج وفيرجينيا كريتيلا، ولديها ثلاث شقيقات: ماريكا مارس، وباميلا مارس-رايت وفاليري مارس. أسس جدها لأبيها، فرانكلين كلارنس مارس، شركة مارس المتحدة، في عام 1911. كانت جدتها لأبيها، تُربي الخيول في مزرعة درب التبانة في مقاطعة غيلز، تينيسي.
تلقت مارس تعليمها في مدرسة فوكسكروفت في ميدلبورغ بولاية فيرجينيا وتخرجت منها في عام 1974، ثم تخرجت من جامعة ييل، وحصلت على درجة الماجستير في العلوم المالية من كلية وارتون لإدارة الأعمال بجامعة بنسلفانيا في عام 1984.

## حياتها المهنية
بدأت مارس حياتها المهنية في المل في مؤسسة مارس التي تأسست في هاغويناو بفرنسا في عام 1978 حيث شغلت منصب مساعد مدير العلامة التجارية لمزرعة درب التبانة، ثم تلتها مديرة قسم التصدير. عملت مارس بعد ذلك في عام 1984 كمديرة قسم الأنظمة البحرية في مارس للإلكترونيات الدولية. بعد ذلك بعامين، وفي عام 1986 تم تعيينها كنائب رئيس القسم التجاري ببور ريدج بولاية إلينوي في إحدى ضواحي شيكاغو. بعد عقد من الزمان، وفي عام 1997، تم تعيينها أمينة المظالم في شركة مارس حيث شغلت هذا المنصب حتى عام 2013.
عملت مارس في مجلس إدارة شركة مارس، منذ عام 2006. وبعد ثماني سنوات وفي أبريل 2014، تم تعيينها رئيسة للشركة، لتحل محل ستيفن م. بادجر. كانت مارس هي المتحدثة الرئيسية في المؤتمر السنوي لعام 2014 الذي نظمته منظمة مكان عظيم للعمل Great Place to Work، وهي منظمة غير ربحية تعمل على تعزيز رفاهية الموظفين.
حضرت فيكتوريا في فبراير 2015 اجتماعًا برئاسة أنيك جيراردان، وزير الدولة الفرنسي لشؤون التنمية والفرنكفونية، جنبًا إلى جنب مع فرانك ريبو، رئيس مجلس إدارة شركة دانون، لمناقشة سبل العيش وموارد الأموال، وهو ما يعزز التنمية المستدامة في الأعمال الزراعية في القارة الأفريقية.
ورثت مالرس حوالي 8% من أسهم شركة مارس في عام 2016، مما جعلها مليارديرة. بلغت قيمة أسهمها وفقا لمجلة فوربس 5.9 مليار دولار أمريكي في مارس 2018.

## العمل الخيري
تعمل مارس كسكرتيرة لمجلس أمناء مدرسة الأم، مدرسة فوكسكروفت.
تعمل مارس أيضًا في مجلس إدارة الحفاظ على المناظر الطبيعية في بوزيمان بمونتانا. قدّمت مارس مساهمات خيرية لمؤسسة تشارلز داروين في عامي 2003 و2004. كما أوصت بالتبرع بها إلى جزر غالاباغوس في عام 2007، 2008، 2009، 2010، 2011، 2012، و2013.
قدّمت مارس تبرعات إلى ميناء ميستيك، وهو متحف بحري في مايستيك بولاية كونيتيكت، في 2011-2012. بالإضافة إلى ذلك، تبرعت مارس إلى معهد الجبال العالية، وهي منظمة غير ربحية مقرها في ليدفيل بكولورادو أي يعلم الشباب عن البيئة، في عام 2012 وعام 2013.
حصلت مارس على عضوية مركز ثورنكروفت للفروسية في مالفيرن بولاية بنسلفانيا عام 2014.